# Amblyseius largoensis
Amblyseius largoensis (лат.) — вид паразитиформных клещей рода Amblyseius из семейства Phytoseiidae (Mesostigmata). Встречаются повсеместно.

## Описание
Мелкие свободноживущие хищные клещи длиной менее 1 мм. Спинной щит гладкий, длиной 320—374 мкм, шириной 224—272. Щетинки гладкие, кроме Z4 и Z5, слегка зазубренные. Стернальный щиток гладкий, задний край прямой; генитальный щиток гладкий. Хелицера — подвижный палец хелицер длиной 33 мкм с 3 зубцами.
От близких видов отличается следующими признаками: конической формой сперматеки с вытянутым трубчатым каликсом, StIV менее 200 мкм, каликс не широкий у основания везикулы, JV5 длиннее 50-60 мкм. Дорсальные щетинки заострённые (заднебоковых щетинок PL 3 пары, а переднебоковых AL — 2 пары). Дорсальный щит склеротизирован. Вид был впервые описан в 1955 году.

## Распространение
Amblyseius herbicolus широко распространен в тропических и субтропических регионах Африки, Америки, Азии и островов Тихого океана. Он также присутствует на нескольких островах Индийского океана (остров Родригес, остров Маврикий, остров Майотта, остров Анжуан и остров Мохели).